# Pic' Pirate
 (signalé en juin 2025).
Si vous disposez d'ouvrages ou d'articles de référence ou si vous connaissez des sites web de qualité traitant du thème abordé ici, merci de compléter l'article en donnant les références utiles à sa vérifiabilité et en les liant à la section « Notes et références ».
- Archive Wikiwix
- Bing
- Cairn
- DuckDuckGo
- E. Universalis
- Gallica
- Google
- G. Books
- G. News
- G. Scholar
- Persée
- Qwant
- (zh) Baidu
- (ru) Yandex
- (wd) trouver des œuvres sur Wikidata

Pic' Pirate, Pop-Up Pirate en anglais, est un jeu de société édité par Tomy.
Pour 2 à 4 joueurs, à partir de 3 ou 4 ans pour environ 5 minutes.

## Conception et Développement
Le concept de Pic'Pirate repose sur un mécanisme de ressort caché dans un tonneau en plastique. Les joueurs insèrent à tour de rôle des épées en plastique de différentes couleurs dans des fentes situées tout autour du tonneau. Le pirate, également en plastique, est placé au centre du tonneau sur un ressort. Si une épée est insérée dans la fente "activée", elle déclenche le mécanisme et le pirate "saute" hors du tonneau, mettant fin au jeu.

## Règles du jeu
Le but du jeu est d'éviter de faire sauter le pirate. Chaque joueur choisit une épée de couleur et la place dans une des fentes du tonneau pendant son tour. Le jeu continue jusqu'à ce que le pirate soit projeté en l'air. Le joueur qui a causé le saut du pirate perd la partie.

## Versions et adaptations
Au fil des années, plusieurs versions de Pic'Pirate ont été lancées, certaines comprenant des variations de design et des thèmes différents, comme des pirates fantaisistes ou des animaux. Le jeu a également inspiré des applications mobiles et des adaptations dans d'autres médias.